# Banu Hashim
I Banu Hāshim (in arabo بنو هاشم ‎?, i Figli di Hāshim) erano uno dei lignaggi della tribù meccana dei Quraysh.
Il lignaggio divenne noto perché ad esso appartenne il profeta dell'Islam Maometto ma, all'epoca in cui questi visse e operò, i Banu Hāshim costituivano una realtà economica (e quindi politica) del tutto marginale nella città.
Il nome deriva dal bisnonno del Profeta, Hāshim b. 'Abd Manāf, il cui vero nome era però 'Amr, a sua volta bisnipote del mitico costitutore della tribù, Qusayy, che aveva portato i Quraysh a dominare Mecca e ad organizzare i proficui riti del pellegrinaggio preislamico, istituendo i riti della rifāda e della siqāya, rispettivamente delegati all'approvvigionamento e alla distribuzione di cibo e bevande ai pellegrini.
Hāshim fu il promotore dell'alleanza (i cui contorni non sono ancora ben chiari) definita dei Muṭayyabùn (Profumati), dalla quale furono esclusi, per motivi a noi ignoti, i suoi fratelli Nawfal e ʿAbd Shams, progenitore quest'ultimo degli Banu Umayya. Il nome deriva da una cerimonia che servì a sanzionare l'accordo e che si espresse con l'immersione delle mani dei sottoscrittori in un recipiente che conteneva essenze profumate di grande valore.
L'aggettivo "hascemita" - che letteralmente indica un'ascendenza che risale fino ad Hāshim ma, cosa assai più importante, al Profeta - è orgogliosamente ostentato dalla dinastia al potere in Giordania e, fino al 1958, in Iraq.